# Blue Grass
Blue Grass és una població dels Estats Units a l'estat d'Iowa. Segons el cens del 2000 tenia 1.169 habitants.

## Demografia
Segons el cens del 2000, Blue Grass tenia 1.169 habitants, 443 habitatges, i 348 famílies. La densitat de població era de 167,8 habitants per km².
Dels 443 habitatges en un 35% hi vivien nens de menys de 18 anys, en un 62,5% hi vivien parelles casades, en un 12,2% dones solteres, i en un 21,4% no eren unitats familiars. En el 16,9% dels habitatges hi vivien persones soles el 6,1% de les quals corresponia a persones de 65 anys o més que vivien soles. El nombre mitjà de persones vivint en cada habitatge era de 2,64 i el nombre mitjà de persones que vivien en cada família era de 2,95.
Per edats la població es repartia de la següent manera: un 25,1% tenia menys de 18 anys, un 8% entre 18 i 24, un 29,9% entre 25 i 44, un 27,4% de 45 a 60 i un 9,7% 65 anys o més.
L'edat mediana era de 37 anys. Per cada 100 dones de 18 o més anys hi havia 95,5 homes.
La renda mediana per habitatge era de 51.923 $ i la renda mediana per família de 55.208 $. Els homes tenien una renda mediana de 37.135 $ mentre que les dones 22.350 $. La renda per capita de la població era de 20.811 $. Entorn del 3,8% de les famílies i el 4,9% de la població estaven per davall del llindar de pobresa.

## Poblacions més properes
El següent diagrama mostra les poblacions més properes.